# Pyrola monophylla
Pyrola monophylla är en ljungväxtart som beskrevs av Yi Liang Chou och R.C. Zhou. Pyrola monophylla ingår i släktet pyrolor, och familjen ljungväxter. Inga underarter finns listade i Catalogue of Life.